# Stratotyp
Stratotyp – najbardziej typowa i wzorcowa sukcesja warstw skalnych, charakteryzująca jednostkę stratygraficzną (głównie lito- albo chronostratygraficzną).
Dla jednostki litostratygraficznej wyróżnia się zwykle stratotyp jednostki, definiujący charakter litologiczny warstw skalnych i określający dolną i górną granicę jednostki stratygraficznej.
Dla jednostki chronostratygraficznej wyróżnia się stratytyp granicy, który jest wybraną powierzchnią warstwy skalnej, stanowiącą wzorzec dla definicji danej granicy jednostki (zwykle dolnej granicy).